# هارولد لاروود
هارولد لاروود (بالإنجليزية: Harold Larwood)‏ (و. 1904 – 1995 م) هو لاعب كريكت أسترالي، ولد في Kirkby-in-Ashfield ‏، توفي في رندويك ‏، عن عمر يناهز 91 عاماً.

## جوائز
حصل على جوائز منها:
- عضو رتبة الإمبراطورية البريطانية
- لاعب كريكت ويسدن للسنة  [لغات أخرى]‏